# 辦事處 (漢薩同盟)

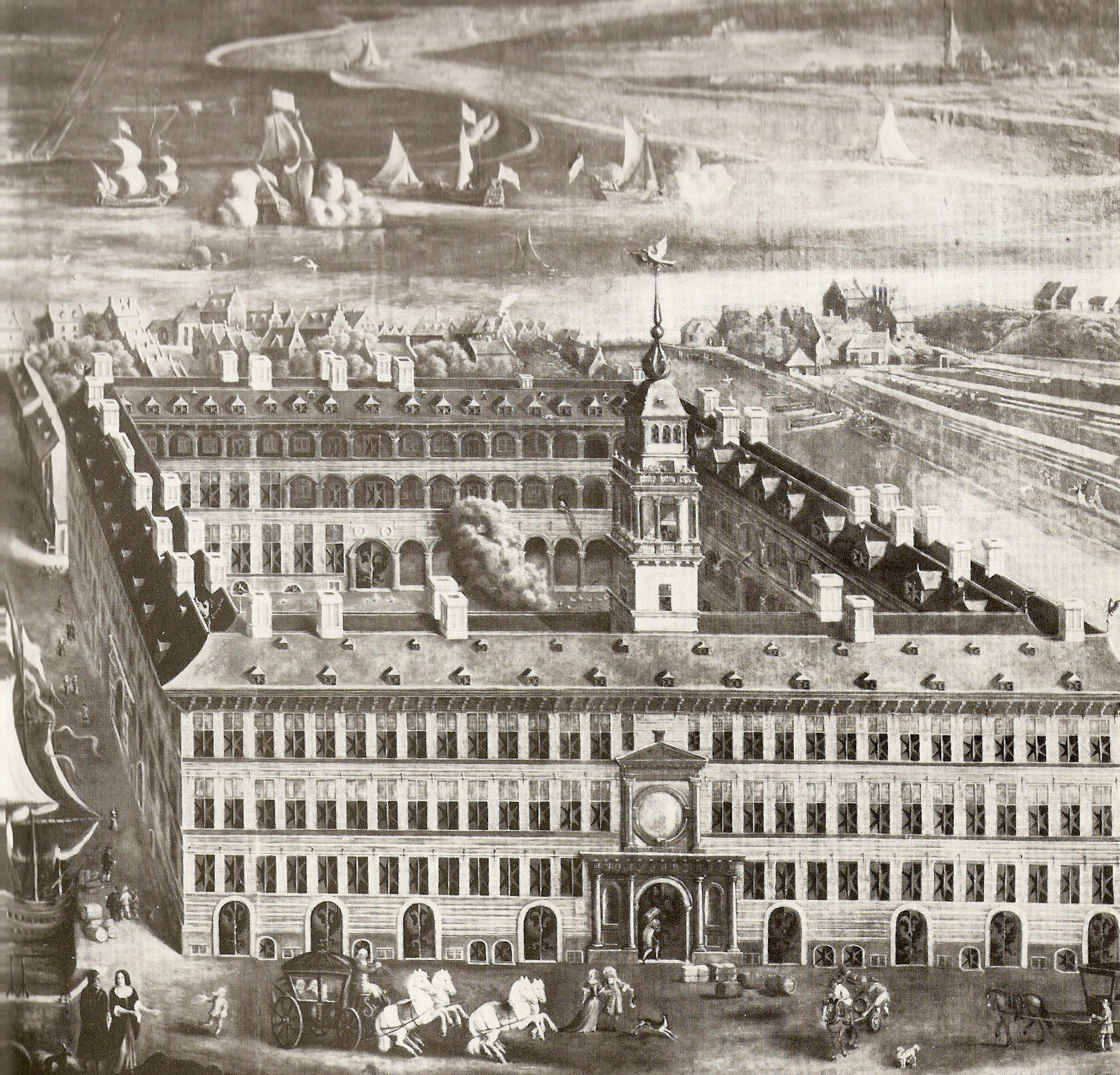
漢薩在安特衛普的辦事處大樓

辦事處（德語：Kontor，發音：[kɔnˈtoːɐ̯] ⓘ），直譯「辦公室」或近似「部門」，是過去漢薩同盟設立於海外的主要貿易站（p. 127）。這些辦事處是其當時在外國城市（即不屬於漢薩同盟的城鎮）所設立的法人實體，並擁有一定程度的法律自治權。大多數辦事處也是飛地：當時設有地點包括倫敦（Steelyard）、布魯日（後遷至安特衛普）、卑爾根（布呂根）和諾夫哥羅德（彼得霍夫）。規模較小的漢薩同盟貿易站稱為factorien，即工廠。
辦事處是由來自貿易公會的資深商人以法人或行會形式而成立——成立它們主要是為了安全。最早建立的駐外辦事處，是13世紀初在諾夫哥羅德的彼得霍夫，最後成立的則是布魯日的總督府和卑爾根的布呂根。 在14 世紀中葉時辦事處均會遵循漢薩同盟議會決議行事。
駐外站點除辦事處（德語：kontore）之外，還有一些不太重要的貿易站，例如在斯堪的納維亞鯡魚集市上的vitten並不像其那般重要，但也比一般貿易前哨站要重要。典型的漢薩貿易前哨站（也稱為工廠）會配有商人代表和倉庫；許多前哨站並非常年運作。在文獻記錄裡，這些設施不被視為辦事處，但它們經常在當時討論中被混淆。

## 字源
Kontor 字源於中古低地德語，而再追溯自法語的comptoir, 即源於拉丁語computāre 意為「計算，計量」。

## 組織及社會結構
辦事處是以商人公司 ( 德語： universitas mercatorum) 形式建立建立的法人實體，旨在促進漢薩同盟的貿易。這些駐外辦事處都有自己的財政庫房、印章、規則法典以及對居民和行政部門執行規則的法定權力。它們通常也是商人聚居地；布魯日的辦事處處於一個例外。  （pp. 91, 95-98）

設立駐外辦事處的優先原因是為保安全，但辦事處在檢查貿易商品以及與地方和區域當局進行外交方面也發揮著重要作用。  （pp. 128–130）

### 行政

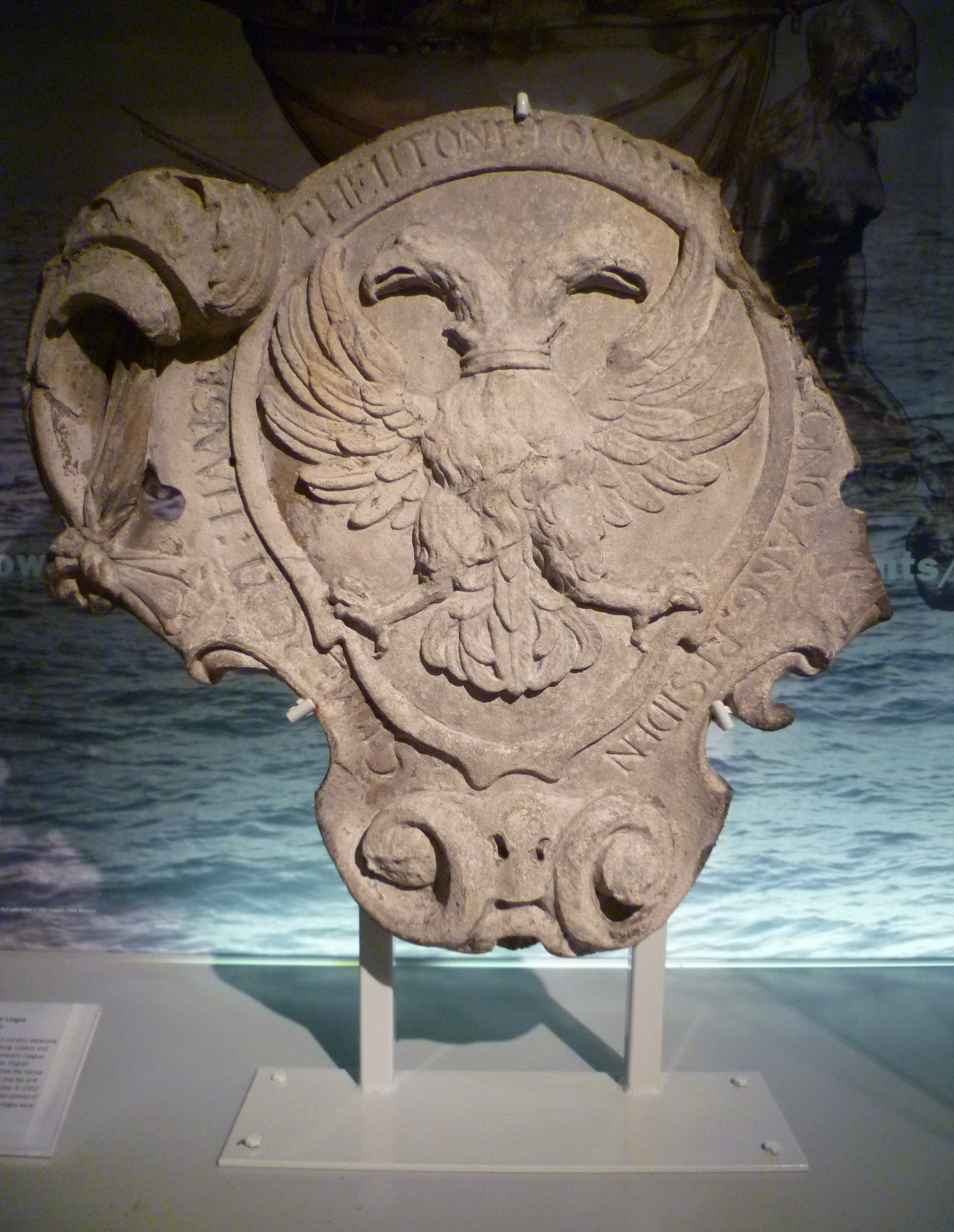
倫敦斯塔爾霍夫辦事處的紋章（约1670年）

儘管各駐外辦事處之間存在明顯的相似之處，但每個辦事處也有自己各自獨特的管理方式。市議員（ 德語： oldermenn；hovetlude；procuratores）組成內部法律權威，並會有一名議員代表漢薩同盟其他成員和地方當局。各駐外辦事處的市議員人數各有不同。布魯日辦事處最初有六名市議員，後來有三名，而倫敦辦事處則有一名漢薩市議員和一名英國市議員。據推測，布呂根最初有6名市議員。關於布呂根，有一種觀點認為，它在15世紀上半葉人數減到2，並且在1476年發生變化後，由兩名市議員輪流擔任該職位。另一種觀點認為，布呂根從15世紀就有一名市議員。彼得霍夫宮有一個。市議員的任期通常為一年。 （p. 141） （p. 100-101） （pp. 85-86）
辦事處行政管理層會負責監管其轄境的所有常駐和來訪的漢薩商人。  （p. 99）
諾夫哥羅德的彼得霍夫辦事處在被利沃尼亞城鎮取得管轄權後，其屬市議員職位於15世紀被hofknecht取代，其屬於利沃尼亞城鎮任命人士，為會說俄語的當地永久居民。  （pp. 100-101）
市議員會得到辦事處履行特殊職能的官員（德語：achteinen；achtzehnmänner）的支持，這些人有權在需要時對外代表辦事處，他們人數通常為十八人，但在布魯日，他們的人數後來減少到九人。  （p. 100-101）
在15世紀中葉，布魯日、倫敦和卑爾根的辦事處獲得了一個新的秘書職位，即辦事員。要成為一名辦事員，需曾在大學學習法律，並需精通拉丁語和深奧的法律文獻。辦事員的職責是向市議員提供法律諮詢並管理函件。辦事員是一個有吸引力且有影響力的職位，可以擔任數年。這些辦事員提高了辦事處的專業化程度。  （p. 101）
而在諾夫哥羅德會交由一名牧師負責秘書職責，該職會由兩個漢薩同盟城市輪流任命。 （p. 100-101）
14世紀時倫敦和布魯日的辦事處還被改革為Drittel （三分之一），商人群體根據地理來源被劃分為三部分，以進行行政代表和財政分配。「三分之一」會議在倫敦和布魯日的組織方式有所不同。 （p. 101） （pp. 138–139）
14世紀中葉時聯盟還要求包括辦事處在內所有駐外貿易站，必須服從漢薩同盟會議的決議，辦事處的使節也獲得出席同盟會議和發言的權利，但他們沒有投票權。（p. 91）

### 法律
各駐外辦事處都有自己適用和執行的規章制度。 （p. 100-101）它們實施的法令以中古低地德語寫成，每年向商人社區宣讀一次。  （p. 142）這些條例規範了諸如辦事處領導層的權力，還有貿易、稅收、關稅、權利以及與當地人和外來人的接觸等事務。  （p. 104）

## 遺產
除了卑尔根辦事處和布鲁日的東方人廣場（荷蘭語：Oosterlingenhuis），大多辦事處建築未能保存下來。布呂根漢薩同盟辦事處於1754年關閉後，取而代之的是挪威人辦事處，由挪威公民管理，但仍有大量德裔移民。卑爾根辦事處被聯合國教科文組織列入世界文化遺產名錄。
位於英格蘭諾福克郡金斯林倖存了下來的漢薩倉庫，實際上原本是工廠級貿易站而非辦事處級，它在 1971年被改建成其他用途的辦公室。
德語kontor透過漢薩同盟傳開。 kontor在斯堪的納維亞語言和愛沙尼亞語中仍然是「辦公室」的意思。

可能因為荷蘭語傳播，並歸功於彼得大帝推廣，這個詞，即конто́ра (  ）在俄語和烏克蘭語中也還有「辦公室」、「部門」、「組織」、「局」等的意思。